# Universal Music Group
Universal Music Group (UMG), wcześniej MCA Music Entertainment Group – największa grupa biznesowa oraz rodzina wytwórni płytowych w przemyśle muzycznym. Jest jedną z wielkiej czwórki wytwórni płytowych.
W lutym 2006 r. grupa została w całości kupiona przez konglomerat Vivendi SA.
Wytwórnie należące do UMG wydają płyty wielu artystów, między innymi:
Madonny (od 2012 roku), Helena Paparizou (od 2013 roku), Jimiego Hendrixa, t.A.T.u., Fergie, Nelly Furtado, Black Eyed Peas, Alizée, Shanii Twain, Heleny Vondráčkovej, Max Farenthide, Bon Jovi, Jaya-Z, Mariah Carey, Eminema, Luciana Pavarottiego, Lady Gagi, U2, Kanye Westa, Rammstein, The Killers, Dulce María, Tokio Hotel, Chamillionaire, The Game, Of Monsters and Men oraz Queen.
Universal Music Group posiada także lokalne wytwórnie w Australii, Brazylii, Czechach, Finlandii, Hiszpanii (Universal Music Spain), Holandii, Hongkongu, Irlandii, Indiach, Japonii (Universal Music Japan), Kanadzie, Korei Południowej, Kolumbii, Meksyku, Niemczech, Norwegii, Polsce (Universal Music Polska), Portugalii, Rumunii, Rosji, Szwajcarii, Turcji, na Węgrzech oraz we Włoszech.

## Wytwórnie płytowe

### Interscope-Geffen-A&M
- A&M Records
- Geffen Records
- Star Trak Entertainment
- The Black Wall Street Records
- Interscope Records
- Aftermath Entertainment
- Shady Records
- G-Unit Records
- Flipmode Records
- Cherrytree Records
- Kickball Records
- Fort Plains Recordings
- Maloof Music
- Runyon Ave. Records
- Fyre Department
- Red Head Records
- Iron Fist Records
- Mosley Music Group
- Nothing Records
- Tiny Evil Records
- Vagrant Records

### The Island Def Jam Music Group
- Def Jam Recordings
- Dame Dash Music Group
- Def Soul Records
- Disturbing tha Peace Records
- Roc-A-Fella Records
- Russell Simmons Music Group
- Desert Storm Records
- Island Records
- Lost Highway Records

### Universal Motown Records Group
- Universal Records
- Motown Records
- Blackground Records
- Cash Money Records
- Street Records Corporation
- Republic Records
- Brushfire Records
- Casablanca Records
- Next Plateau Records
- Rowdy Records
- Tuff Gong Records
- Universal South Records
- Uptown Records
- The Inc. Records
- Derrty Ent.
- Starchild Music Group
- Scrilla Records

### Universal Music Classics Group
- Decca Broadway
- Decca Records
- Deutsche Grammophon
- Philips Records
- ECM

### Universal Music Group Nashville
- DreamWorks Records
- Lost Highway Records
- MCA Nashville Records
- Mercury Nashville Records

### Verve Music Group
- Blue Thumb Records
- Brunswick Records
- Commodore Records
- Coral Records
- Decca Records
- GRP Records
- EmArcy Records
- Impulse! Records
- Verve Records
  - Verve Forecast

### Inne
- Barclay Records
- Bite Records
- Cinepoly
- Go East Entertainment
- Impact Records
- Isadora Records
- Jazzland Records
- Mercury Records
- Vertigo Records
- Magic Records
- Motor Music Records
- Nhi Le Records
- Polar Music
- Polydor Records
- Fascination Records
- Radioactive Records
- RMM Records & Video
- Stockholm Records
- Urban Records
- UMTV/ Universal Music TV
- Universal Music Limited
- UCJ Universal Classics & Jazz
- Globe Records
- Family Recordings
- Manifesto Records
- Show Dog Nashville
- UNI Records
- Universal Music Latino
- Universal Music Enterprises
  - Hip-O Records
  - Universal Chronicles
  - 20th Century Records
- Ruff Ryders
- Queen Records

### Niezależne wytwórnie dystrybuowane przez Universal
- MySpace Records
- Weapons of Mass Entertainment
- Concord Records
- Hollywood Records (Właścicielem jest The Walt Disney Company, dystrybuowany przez UMG w Amerykach, a przez EMI w Europie)
- 19 Entertainment
- Bungalo Records
- Treacherous Records
- Softlite Records
- WVS Entertainment
- Starchild Music Group
- QMX Corporate